# イギリスの経済
イギリスの経済（いぎりすのけいざい、英語: Economy of the United Kingdom）は、名目国内総生産（GDP）世界5位、購買力平価（PPP）世界9位であり、世界のGDPの3.5%を占める。2016年第二四半期の前年比成長率は2.2%であり、4年連続でG7で最も大きな経済成長を遂げている。
2015年には世界11位の輸出国と世界6位の輸入国であり、対内直接投資と対外直接投資は共に世界2位であるなど、世界で最も国際化した経済の1つである。
サービス部門はGDPの約78%を占めており、金融サービス業界は特に基幹産業で、ロンドンは世界最大の金融センターである。製薬業界も重要な役割を果たしており、医薬品研究開発シェアは世界3位。自動車産業は、国内の主要な雇用先および輸出品目である。イギリスは大量の石炭・天然ガス・原油を埋蔵しており、埋蔵量は2015年に29億バレルと推定された。イギリスの経済はイングランド、スコットランド、ウェールズ、北アイルランドによって構成されるが、地域によって大きな差がでている。ロンドンの経済規模は欧州内でGDPが最大の都市である。
政府の関与は、主に大蔵省 (イギリス)、財務大臣 (イギリス)、ビジネス・イノベーション・技能省によって行われ、1979年以降の経済政策は自由放任主義を踏襲している。
スターリング・ポンドは、アメリカ合衆国ドル、ユーロ、円に次ぐ世界第4位の準備通貨であり、国際通貨の一つである。

## 概要
1940年代以降に国営化された多くの企業は1980年代以降、特にマーガレット・サッチャー政権下において民営化された。
21世紀以降、イギリスは最も長期間の経済成長を続けている。インフレ率・利率・失業率においては比較的低いままである。一方、所得の不均衡の指標は先進国の中で高い水準にある。

## 財政支出と経済管理
政府の関与は主に大蔵大臣が率いる英国財務省が主導であり、近年では市場自由化・減税・規制緩和の原則に従って管理されている。1997年以来、イングランド銀行総裁が率いる金融政策委員会は、毎年首相が設定する経済全体のインフレ目標達成に必要な金利水準の設定を担当している。未だ行使されていないが、スコットランド政府は議会の承認を条件として、スコットランドの基本所得税率を1ポンドあたり3ペンス増減させる権限を持つ。

## エネルギー資源
GDPの10%はエネルギー製品が占めており、先進国では最も高い。北海油田により、イギリスは1990年代に西ヨーロッパではノルウェーに次いで2番目の産油国となった。また炭化水素の輸出も行っている。
イギリスの電力は75%が化石燃料によって作られている。原子力発電が19%を占め、残りの約6%は水力発電や風力以外の再生可能エネルギー、そして増加しつつある風力発電である。イギリスは世界で7番目の二酸化炭素排出国であるが、炭素排出量の2.3%は化石燃料による発電によるものである。イギリス政府は京都議定書に署名しており、二酸化炭素の排出量を合意した内容以上に減らすことを目的とした気候変動プログラム (Climate Change Programme) を発表した。
イギリスは島国であるため海上での風力発電や潮力発電、波力発電について、潜在的に大きな可能性がある。そのような発電方法はまだ商業的に有意義なレベルに達していないため、実現させるにはエネルギー政策によって支えていく必要がある。2006年の3月に、英国風力エネルギー協会 (BWEA) は2010年には海上の風力でイギリスが必要な電力の5%近くを供給可能になると予測している。BP、シェル、キャイリン・エナジー、セントリカ、アングロ・アメリカン、BHPグループ、リオ・ティントなどの一流企業がこの分野に協力している。
1957年以来、Central Electricity Generating Board（CEGB、中央発電委員会、中央電力庁、中央電力供給局とも）やSouth of Scotland Electricity Board（南スコットランド発電委員会、1954年設立）という国営電力公社が発電・配電を担ってきたが、1990年に始まった民営化でCEGBは送電部門のナショナル・グリッド (National Grid Company)、発電企業のナショナル・パワー (National Power) とパワージェン (Powergen)、および原子力発電会社のニュークリア・エレクトリック (Nuclear Electric) に分かれていった。うち、ナショナル・パワーは国内部門のイノジー (Innogy) と国際部門のインターナショナル・パワー (International Power) に分かれた。
現在、パワージェンはドイツのE.ONの傘下となりE.ON UKと社名変更し、イノジーもドイツのRWE傘下になりnpowerに社名変更した。ニュークリア・エレクトリックは、南スコットランド発電委員会から分かれたスコティッシュ・ニュークリア (Scottish Nuclear) と合併し民営化され、イギリス最大の発電会社ブリティッシュ・エナジー (British Energy) となったが、2009年にフランス電力（EDF）に買収され、その子会社であるEDFエナジーへと変わった。南スコットランド発電委員会の原子力以外の部分はスコティッシュ・パワー (Scottish Power) となり、イギリス国内外での勢力拡大を進めている。

## 産業

### 農業と漁業
イギリスの農業は集約農業であり、機械化されている。農業の労働人口は2%以下だが、食糧自給率は70%を越えている。GDPの約2%を占める農業の内訳は3分の2が畜産物、残りの3分の1は耕作物である。家畜はウシ、ヒツジが多く、耕作では主に小麦、大麦、オーツ麦、ジャガイモ、砂糖大根、果物、野菜が栽培されている。
農業にはEUの共通農業政策 (Common Agricultural Policy) による助成金の支給がある。自由市場のルールを適用した場合、農業がどれくらいの規模の分野であるかは不明である。 農業の分野のGDPは与えられた補助金に応じてより小さくするべきだという議論がある。
イギリスは世界の主要な漁業国の1つである。舌平目からニシンまであらゆる種類の魚を水揚している。水産業が盛んな沿岸の町としてキングストンアポンハル、グリムズビー、フリートウッド、グレイト・ヤーマス、ピーターヘッド、フレイザーバラ、ローストフトがある。

### 製造業
国家統計局によると2003年のGDPの16%、雇用の13%は製造業によるものである。イギリスの経済に占める製造業の割合は1960年代以降低下し続けている。一方で外国との貿易において製造業は依然として重要であり、輸出の83%を占めている。地域によって製造業に従事する人の比率は異なり、最も高い地域はイーストミッドランドの19%とウエストミッドランドの18%で、最も低い地域はロンドンの6%である。
工業とその周辺産業は製造業の中で最も大きく、2003年では製造業におけるGNPの30.8%がこの分野によるものである。工業の中でも運輸部門が最も大きい。BMW、フォード（プレミアオートモービルグループ）、ゼネラルモーターズ（ボクスホール）、ホンダ、日産、PSA、トヨタ、フォルクスワーゲン（ベントレー）という8つのグローバルな自動車メーカーが存在する。それ以外にも、TVRやロータスやモーガンのように特化した自動車メーカーや商用車のメーカーも存在する。自動車メーカー以外にもブラッシュトラクションを初めとして、様々な会社が鉄道機関車とそれに関連するものを製造するメーカーが存在する。さらに運輸部門には航空宇宙産業と防衛産業も含まれる。この産業では民間航空企業や空軍、陸軍、海軍の装備を製造しているBAEシステムズが支配的な状態である。他にもVT グループ、GKN、ロールス・ロイスが航空宇宙エンジンと発電システムを製造している

### サービス業
サービス業はイギリスの経済の主要な部分を占めている。これは先進国の経済に共通する特徴である。サービス業の割合が多いということは、第一次産業と第二次産業の仕事よりも第三次産業が多いということである。

#### 小売業
イギリスの小売業は競争力が高く、GDPの約22%にあたる2490億ポンドを占めている。大きな郊外の店舗と都市のショッピングセンターが存在し、さらにコンビニエンスストアは、小売業で重要な役割を果たし続けている。

#### 金融業
イギリスのロンドンは世界最大級の金融街である。金融業者の拠点は2つの地区、シティとドックランズ（特にカナリー・ワーフ）に集中している。シティは株式と債券を扱うロンドン証券取引所、保険市場のロイズ、中央銀行のイングランド銀行があるとされている。ドックランズは1980年代から再開発が行われ、金融サービス機構 (Financial Services Authority) やバークレイズ銀行、シティグループ、香港上海銀行を本拠地としている。現在はシティとドックランズを合わせると500以上の銀行の事務所が存在する。ロンドンの金融ビジネスは国際的なユーロ債、外国為替市場、エネルギー市場、保険市場などを主導している。ロンドン証券取引所のAIM（新興市場）は1995年に創設されてから10年の間に新興企業向けのメイン市場に次ぐ位置づけから、比較的規模の小さい企業のための国際的な株式市場センターへと拡大している。
イギリスは2005年には210億ポンドを外国へ投資しており、国際収支にかなり影響を与えている。イギリスでは外国に対する金融サービスの提供が拡大している。
エディンバラにも金融の長い歴史があり、ヨーロッパで5番目に大きい金融センターである。ナットウエスト・グループ、スコットランド銀行を所有するHBOS、アバディーンなど多くの企業が本拠地をおいている。

#### 観光業
観光業はイギリスで6番目に大きな産業であり、約760億ポンドの規模がある。2002年時点では労働人口の6.1%にあたる180万人をフルタイムで雇用している。

#### 創造的な産業
広告、映画の制作、テレビ番組の制作、デザイン、出版、音楽、ファインアートの取引、骨董品の取引のような創造的な産業はイギリスで1990年代から2000年代にかけて最も強い成長をみせた。イギリスの文化・メディア・スポーツ省によれば、1997年以降のイギリス経済全体の成長が年率3%である間に、この産業は年率6%の成長を遂げた。また、イギリスの輸出総額の約8%を占めている。
1980年代のイギリスは先進的で熱心なホビーパソコンの市場だった。これは娯楽用ソフトウェアとコンピュータゲーム産業の発展の強力な基礎となっていた。2003年において、イギリス映画の輸出額が2億5600万ポンドであったのに対しこの分野は4億8800万ポンドであった。

## 通貨
イギリスの通貨単位はUKポンドである。労働党政権のポンドをやめてユーロの導入を行うという公約は、比較的に良好な経済情勢によって実現が難しくなった。トニー・ブレア首相はユーロ導入のために財務大臣ゴードン・ブラウンの5つの経済テストを満たしているかどうか、国民投票を行うことを約束した。
1. 景気循環と経済構造がヨーロッパと同一の金利で恒久的に一致しているか。
2. 問題が起きた場合、十分な柔軟性があるか。
3. ユーロ加入によって、長期的にイギリスへ投資することを考えている企業に良好な条件がもたらされるか。
4. イギリスの金融業についてどんなインパクトをもたらすか。
5. ユーロ加入によってより高い成長、安定性および雇用の永久の増加を促進するか。

この経済テストを評価し、2003年にゴードン・ブラウンがイギリスはまだユーロに加入するべきでないと結論を下した。 特に住宅価格の変動が理由として示された。 世論調査では、イギリス人の大部分が通貨の統一に反対した。

## 地域別
イギリスの経済力は地域ごとに差がある。
1人当たりのGDPはロンドンが最も高い。下の表は2002年の地域別の1人当たりのGDPの額である。ユーロスタットの統計情報を使用し、NUTS2単位で地域を分けている。
| 順位 | 地域                                 | 1人当たりのGDP 単位：ポンド |
| ---- | ------------------------------------ | --------------------------- |
| 1    | ロンドン、イングランド               | 27,445                      |
| 2    | スコットランド                       | 25,284                      |
| 3    | イングランド南東部、イングランド     | 22,564                      |
| 4    | イングランド東部                     | 20,976                      |
| 5    | イングランド南西部イングランド       | 20,789                      |
| 6    | ウエストミッドランド、イングランド   | 18 152                      |
| 7    | イーストミッドランド、イングランド   | 14,994                      |
| 8    | イングランド北西部、イングランド     | 14,953                      |
| 9    | ヨークシャー・ハンバー、イングランド | 14,953                      |
| 10   | 北アイルランド                       | 13,430                      |
| 11   | イングランド北東部、イングランド     | 13,184                      |
| 12   | ウェールズ                           | 13,084                      |

イングランドの3つのエリアはEUの最も豊なエリアの上位10位に入っている。シティ・オブ・ロンドンと12の特別区を含むインナー・ロンドンは1人あたりのGDPが88,761ユーロで1位である。エディンバラは72,450ユーロで4位、バークシャー州・バッキンガムシャー州・オックスフォードシャー州は34,251ユーロで7位である。

## 不動産市場
イギリスの不動産市場は2000年から高騰を続けており、いくつかの地域では価格が3倍になった。不動産の価格の上昇は経済成長の持続、持ち家率の増加（地域によっては移住の増加も含む）、低い金利、不動産投資市場の成長、新築住宅の供給の制限などが原因である。

## 税金と国債
イギリスの税金は地方公共団体と中央政府（財務省）による2つがある。地方公共団体は中央政府からの交付金、ビジネスレート（Business Rates, 事業税）、カウンシルタックス（Council Tax, 住宅の価値に応じた住民税）、路上駐車などの料金や手数料を収入としている。中央政府は、主に所得税と、社会保険と、付加価値税と、法人税と燃料税を収入としている。
GDPと比較した税収の割合と国債の割合（1975年以降、10年間隔）
| 年      | 税収 | 国債 |
| ------- | ---- | ---- |
| 1975/6  | 54%  | 43%  |
| 1985/6  | 44%  | 43%  |
| 1995/6  | 43%  | 38%  |
| 2005/6* | 46%  | 40%  |

（財務省 公式金融データバンクより）